# تاتیانا پلتسر
تاتیانا پلتسر (روسی: Татья́на Ива́новна Пе́льтцер؛ ۶ ژوئن ۱۹۰۴ – ۱۶ ژوئیهٔ ۱۹۹۲) یک هنرپیشه اهل اتحاد جماهیر شوروی سوسیالیستی بود.
از فیلم‌ها یا برنامه‌های تلویزیونی که وی در آن نقش داشته است می‌توان به جک فراست اشاره کرد.
وی همچنین برنده جوایزی همچون نشان لنین و جایزه هنرمند مردمی اتحاد جماهیر شوروی شده است.